# Пољанска
Пољанска је насељено место у општини Велика, у западној Славонији, Република Хрватска.

## Историја
До нове територијалне организације налазило се у саставу бивше велике општине Славонска Пожега.

## Становништво
Насеље је према попису становништва из 2011. године имало 96 становника.
| Националност       | 1991.        |
| Хрвати             | 110 (78,57%) |
| Срби               | 17 (12,14%)  |
| Југословени        | 5 (3,57%)    |
| остали и непознато | 8 (5,71%)    |
| Укупно             | 140          |